# Margret Mund
Margret Mund (* 17. Februar 1909 in Emmerich am Rhein als Margret Borgs; † 4. Mai 1993 in Wien, Österreich) war eine deutsche Wasserspringerin.

## Biografie
Margret Borgs belegte bei den Olympischen Sommerspielen 1928 in Amsterdam den 5. Platz im Kunstspringen im Turmspringen schied sie in der Vorrunde als 14. aus.
Sie heiratete Arthur Mund, der ebenfalls an den Olympischen Spielen in Amsterdam teilgenommen hatte. Während des Zweiten Weltkriegs wanderte das Paar nach Chile aus, wo ihre Kinder Lilo und Günther zur Welt kamen. Beide wurden ebenfalls Olympiateilnehmer im Wasserspringen. Nach Kriegsende kehrte die Familie nach Deutschland zurück.